# Thomas Graham, 1. Baron Lynedoch

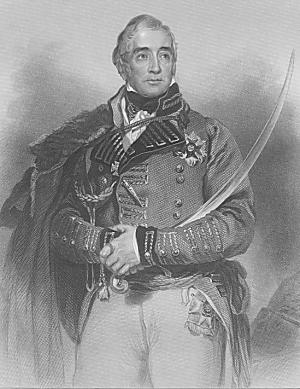
Porträt von Thomas Graham vom Buchdeckel seiner Biografie, veröffentlicht 1880 von Alexander M. Delavoye.

Thomas Graham, 1. Baron Lynedoch (* 19. Oktober 1748; † 18. Dezember 1843 in London) war ein schottischer Aristokrat, Politiker und General.
Nach seiner Ausbildung an der Universität Oxford erbte er große Ländereien, auf denen er sich niederließ und heiratete Marry, zweite Tochter des 9. Lord Cathcart. Doch nach dem Tod seiner Frau schlug er eine militärische (und später politische) Karriere ein.

## Jugend und Ausbildung
Graham war der dritte und einzige überlebende Sohn von Thomas Græme of Balgowan in Perthshire und Lady Christian Hope, einer Tochter des 1. Earl of Hopetoun. Er wurde 1748 geboren und erhielt zunächst Privatunterricht von Pfarrer Mr. Fraser, Minister von Moneydie, anschließend von James Macpherson, dem Sammler und Übersetzer von Ossians Gedichten. 1766 besuchte er das Christ Church College in Oxford, ein Jahr darauf starb sein Vater.

## Tod seiner Frau
Marry Grahams Gesundheitszustand verschlechterte sich im Jahre 1792. Auf Anraten ihres Arztes besuchte sie zusammen mit ihrem Mann und ihrer Schwester den Süden Frankreichs. Trotz dieser Maßnahme starb sie am 26. Juni 1792 an Bord eines Schiffs an der Küste nahe der französischen Hafenstadt Hyères. Ihr Mann verbrachte ihre sterblichen Überreste in ein Mausoleum, welches er auf dem Friedhof von Methven, Schottland, erbaute.
Der Verlust seiner Frau belastete Thomas Graham schwer. Nach einer zwölf-monatigen Reise in fremde Länder, nach wie vor trauernd, entschied er sich für eine militärische Laufbahn.

## Militärische Karriere
Graham trat als Freiwilliger der britischen Armee bei und kämpfte 1793 bei der Belagerung von Toulon in Frankreich.
Nachdem er von dort zurückgekehrt war, bildete Graham – dank seines Einsatzes in Toulon mittlerweile befördert – das erste Bataillon des 90. Regiments aus, das sich als eines der besten der Armee erweisen sollte. 1796 und 1797 beteiligte er sich an Feldzügen der österreichischen Armee in Italien unter General Wurmser und befehligte dann die Blockade von Malta, das sich im September 1800 nach zweijähriger Belagerung ergab. Graham diente 1808 unter John Moore in Spanien und wurde 1810 zum Generalleutnant befördert.
Er schützte mit seiner Division die spanische Junta auf der Isla de Leon in Cádiz im Frühjahr 1811 vor den französischen Angriffen und besiegte Marschall Victor am 5. März 1811 in der Schlacht bei Barrosa, wofür er den Dank des Parlaments erhielt. In der entscheidenden Schlacht von Vitoria befehligte er am 21. Juni 1813 unter dem Duke of Wellington den linken Flügel. Im Januar 1814 landete er mit 10.000 Mann in Holland, führte zusammen mit dem preußischen General Thümen erfolgreich das Gefecht bei Merxheim und unternahm am 8. März einen Sturmangriff auf Bergen op Zoom, der jedoch zurückgeschlagen wurde.
Am 3. Mai 1814 wurde Thomas Graham als Baron Lynedoch, of Balgowan in the County of Perth, zum Peer erhoben und 1821 zum General-en-Chef befördert.

## Lebensabend
Thomas Graham war bekannt für seine Vitalität im hohen Alter. Er reiste nach wie vor häufig und besuchte unter anderem Italien, Deutschland, Frankreich, Dänemark, Schweden und Russland. Im Jahre 1841, also im Alter von 93 Jahren, reiste er durch Frankreich nach Genua und Rom. Seine Reitpferde wurden nach Rom gesandt, und er ritt auch dort regelmäßig.
Er starb 1843 im Alter von 95 Jahren in seinem Haus in London. Sein Titel erlosch, weil er keinen männlichen Abkömmling hinterließ.